# 復興里 (大溪區)
復興里為一個位於台灣桃園市大溪區偏山區一個里，本地的名字在清朝嘉慶年間的「湳仔」，閩南話指的是河水停滯，爛泥充斥的地方；光緒年間，改稱由湳仔變音的「南雅」；直到日治明治年間，被「八結」之名所取代，當時八結保範圍之大，還包括了現在的百吉、阿姆坪、大溪坪、水井、大灣、湳仔溝等地。到了光復後的民國三十四年，因本地的百吉復興宮因而改現稱為復興里。西邊為龍潭區大平里、北邊為福安里、東邊為新峰里、南邊為復興區長興里。